# Mosaic (Wang Chung)
Mosaic è il terzo album in studio del gruppo musicale britannico Wang Chung, pubblicato il 14 ottobre 1986.

## Tracce

### CD
1. Everybody Have Fun Tonight (Wang Chung, Peter Wolf) – 4:47
2. Hypnotize Me – 4:42
3. The Flat Horizon – 4:49
4. Betrayal (Wang Chung, Wolf) – 4:40
5. Let's Go! – 4:30
6. Eyes of the Girl – 4:50
7. A Fool and His Money (Michael Lesson, Peter Vale, Jack Hues, Wolf) – 4:44
8. The World in Which We Live – 7:04

### Audiocassetta/LP
Lato A
1. Everybody Have Fun Tonight (Wang Chung, Wolf) – 4:47
2. Hypnotize Me – 4:42
3. The Flat Horizon – 4:49
4. Betrayal (Wang Chung, Wolf) – 4:40

Lato B
1. Let's Go! – 4:30
2. Eyes of the Girl – 4:50
3. A Fool and His Money (Michael Lesson, Peter Vale, Jack Hues, Wolf) – 4:44
4. The World in Which We Live – 7:04